# Hampton (Dél-Karolina)
Hampton város az USA Dél-Karolina államában, Hampton megyében, melynek megyeszékhelye. Lakosainak száma 2694 fő (2020. április 1.).

## Népesség
A település népességének változása:
| Lakosok száma | 2837 | 2808 | 2694 |
|               | 2000 | 2010 | 2020 |